# Parada zwycięstwa Wehrmachtu i Armii Czerwonej w Brześciu

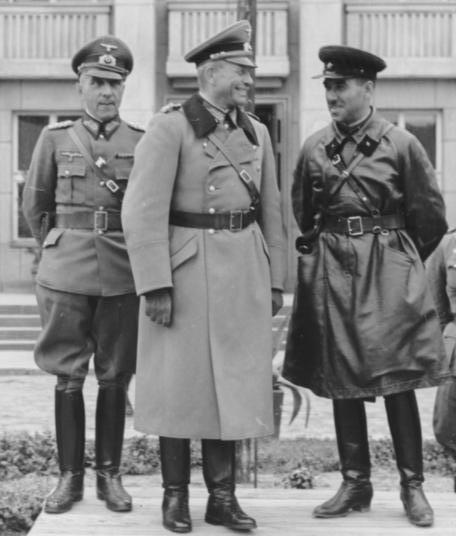
Gen. Mauritz von Wiktorin, gen. Heinz Guderian i kombryg Siemion Kriwoszein odbierają wspólną defiladę Wehrmachtu i Armii Czerwonej w Brześciu

Parada zwycięstwa Wehrmachtu i Armii Czerwonej w Brześciu – wspólna defilada oddziałów Armii Czerwonej i Wehrmachtu w Brześciu nad Bugiem w dniu 22 września 1939 przed Heinzem Guderianem i Siemionem Kriwoszeinem. Defilada była związana z przekazaniem w trakcie agresji na Polskę zdobytego przez Wehrmacht Brześcia – Armii Czerwonej zgodnie z postanowieniami paktu Ribbentrop-Mołotow.

## Przebieg wydarzeń

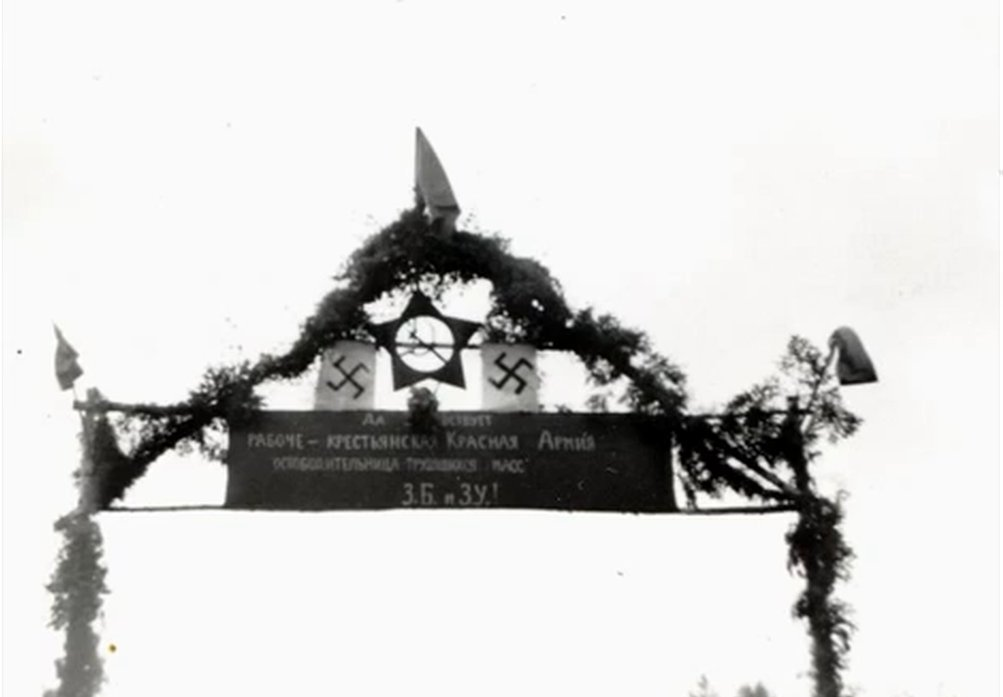
Łuk powitalny w Brześciu z symbolami nazistowskimi i sowieckimi

11 września komendantem twierdzy brzeskiej i dowódcą jej obrony został mianowany przez Naczelnego Wodza WP Edwarda Śmigłego-Rydza generał Konstanty Plisowski, który z dostępnych mu oddziałów Wojska Polskiego (ok. 2-2,5 tysiąca żołnierzy) zorganizował zgrupowanie w sile brygady piechoty, liczące sześć batalionów. Po ciężkich walkach z XIX Korpusem Pancernym Wehrmachtu (10 Dywizją Pancerną oraz 20 Dywizją Zmotoryzowaną) w obronie twierdzy brzeskiej, 17 września ranny gen. Konstanty Plisowski wydał rozkaz opuszczenia twierdzy w celu ewakuacji do Terespola. Wówczas wojska niemieckie, pod dowództwem Heinza Guderiana zajęły miasto.
Zgodnie z postanowieniami Paktu Ribbentrop-Mołotow Brześć nad Bugiem znajdował się w strefie interesów ZSRR. Po agresji ZSRR na Polskę, która rozpoczęła się 17 września 1939, do Brześcia zbliżyły się oddziały 29 Brygady Czołgów Armii Czerwonej pod dowództwem Siemiona Kriwoszeina. Niemcy podjęli wówczas decyzję o opuszczeniu miasta przez Wehrmacht i przekazaniu go Armii Czerwonej. Uroczystość miała być poprzedzona wspólną paradą wojsk Armii Czerwonej i Wehrmachtu.
Według wstępnego porozumienia, żołnierze niemieccy i radzieccy mieli przemaszerować przed swoimi dowódcami, po defiladzie miała nastąpić zmiana flagi, oraz miały być odegrane hymny Niemiec i ZSRR. Jednak dowódca radziecki Siemion Kriwoszein pisze w swoich pamiętnikach, że nie pozwolił przejść wojskom radzieckim wraz z siłami niemieckimi gdyż bał się, że wojska radzieckie, zmęczone po długim marszu do Brześcia, prezentują się gorzej w porównaniu z Niemcami, którzy pozostali w mieście przez kilka dni. Zamiast tego zasugerował, że radzieckie kolumny wejdą do miasta oddzielnie i będą pozdrawiać wojska niemieckie opuszczające miasto. Sowieci ostatecznie do defilady oddelegowali 4 batalion z 29 Brygady Czołgów Armii Czerwonej.
Parada odbyła się na ulicy Unii Lubelskiej, rozpoczęła się o godzinie 16. "Trybuny zwycięstwa", przed którymi paradowali żołnierze radzieccy i niemieccy, zostały zbudowane przez wojska radzieckie, ozdobione swastykami i czerwonymi gwiazdami. Defiladę odebrali wspólnie Heinz Guderian i Siemion Kriwoszein na trybunie ustawionej przed gmachem Urzędu Wojewódzkiego województwa poleskiego. Trwała ona około 45 minut.
Po paradzie, która przebiegała zgodnie z ustaleniami, a którą Neil Ferguson opisuje jako przyjazną i radosną, Niemcy wycofali się na zachodni brzeg Bugu, a Sowieci przejęli kontrolę nad miastem, jak również nad resztą Wschodniej Polski.
Aleksandr Niekricz niemiecko-radziecką paradę wojskową w Brześciu nad Bugiem uznał za oficjalne zakończenie działań wojennych przeciw Polsce.

## Parada w historiografii rosyjskiej
Według Nowej Gaziety (ros. Новая газета) z 2008 roku parada miała pokazać całemu światu siłę nowo powstałego sojuszu sowiecko-hitlerowskiego. Nowaja gazieta zauważa również, że polski dowódca, który bronił Brześcia przed Niemcami, gen. Konstanty Plisowski, został aresztowany przez NKWD, a następnie zamordowany w Katyniu.
Kilka historycznych prac rosyjskich historyków opublikowanych w latach 1980–1990 dokładnie omawia wspólne parady wojskowe Armii Czerwonej i niemieckiego Wehrmachtu zarówno w Brześciu jak i w innych miastach okupowanej Polski.
Rosyjski historyk Michaił Semirjaga pisze w swojej pracy "parady wspólne sił zbrojnych obu krajów miały miejsce także w Grodnie, Brześciu, Pińsku i kilku innych miastach (Niemcy nazywali je "defiladami zwycięstwa"). Parada w Grodnie była nadzorowana przez brygady Wasilija Czujkowa".
W późniejszych pracach historyków rosyjskich związanych z Kremlem, Michaiła Mieltiuchowa i Olega Wisziljowa, parady w innych miastach są nazywane "mitem", a zdjęcia z tych parad nazywają polsko-nazistowską mistyfikacją. Wisziljow kwestionuje również wydarzenia w Brześciu uważając, że nie było defilady a jedynie: "uroczyste wyjście wojsk niemieckich pod nadzorem radzieckich przedstawicieli"

## Przypisy

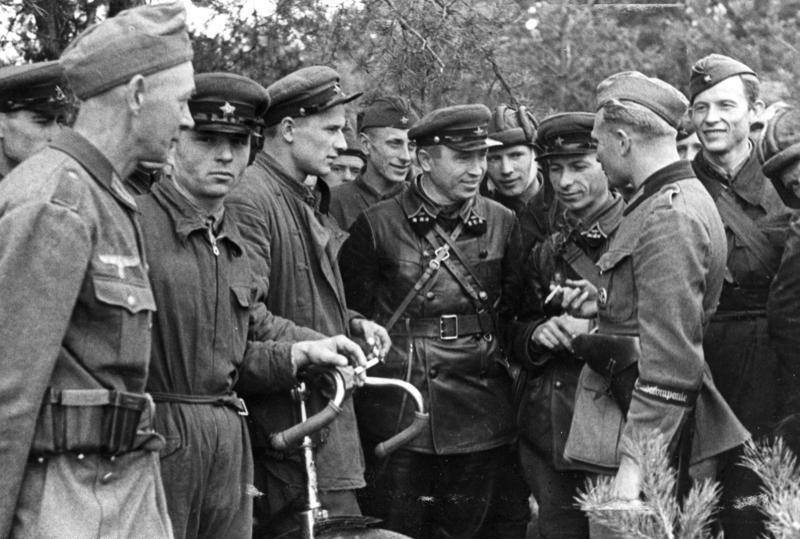
Spotkanie żołnierzy Wehrmachtu i Armii Czerwonej w Brześciu
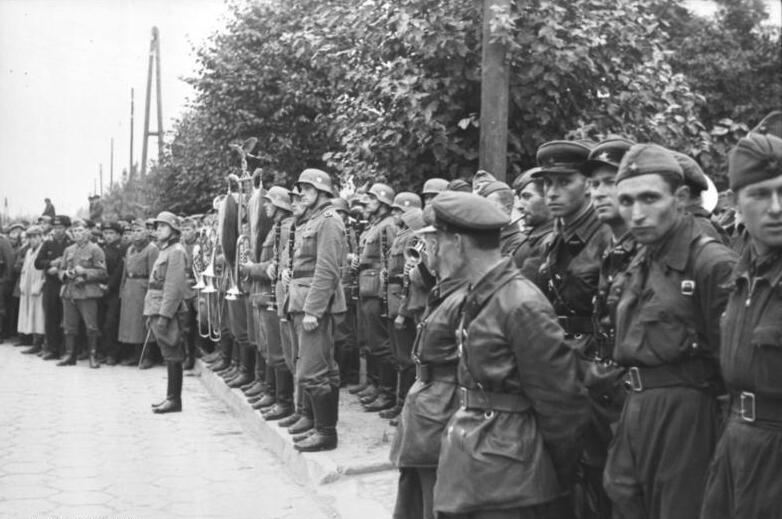
Żołnierze Armii Czerwonej i Wehrmachtu podczas wspólnej defilady
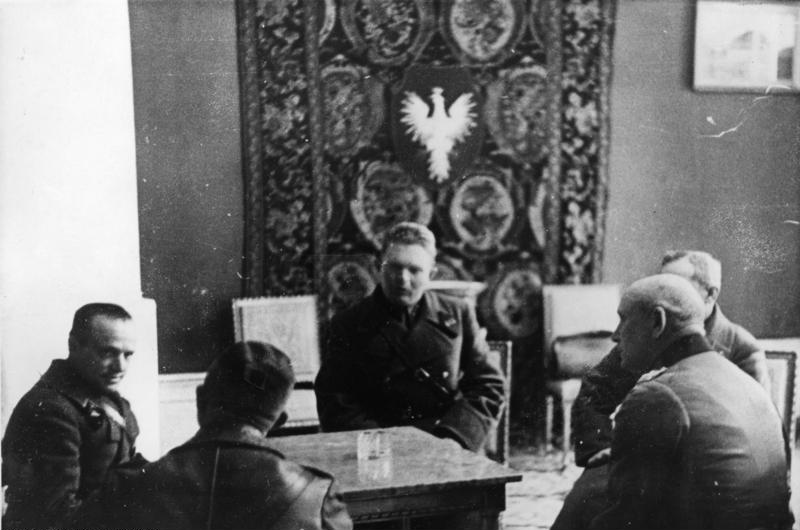
Konferencja oficerów Wehrmachtu i Armii Czerwonej. Brześć, gabinet w Urzędzie Wojewódzkim.
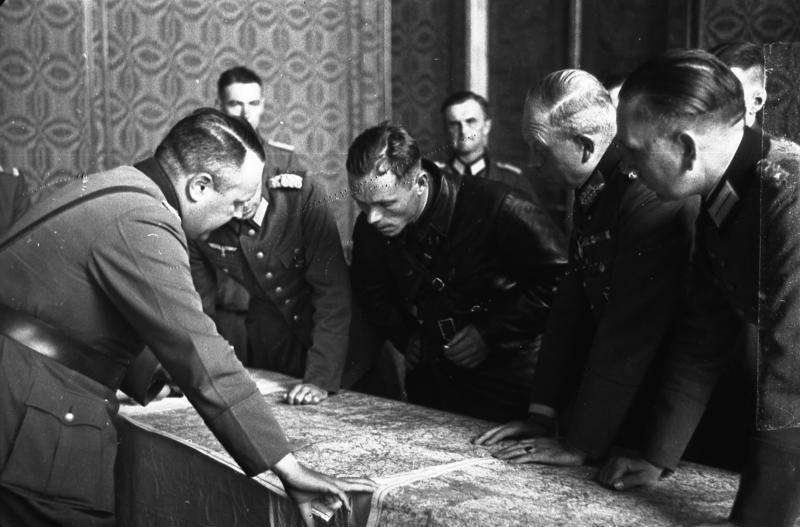
Rozmowy oficerów Wehrmachtu i Armii Czerwonej o wytyczeniu bieżącej linii rozgraniczenia wojsk na zaatakowanym terytorium Polski (Brześć, 21 września 1939); na pierwszym planie gen. Heinz Guderian (odwrócony z tylnego półprofilu), nad mapą pochylony Siemion Kriwoszein
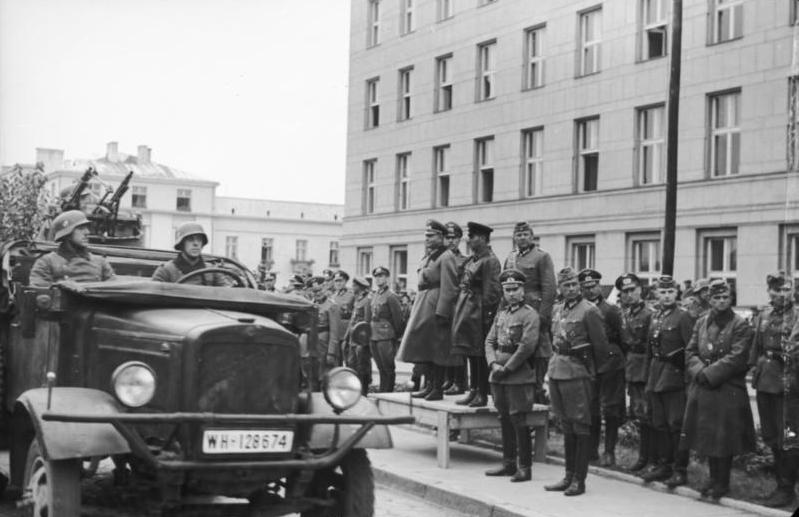
Wspólna parada Wehrmachtu i Armii Czerwonej w Brześciu, 22 września 1939
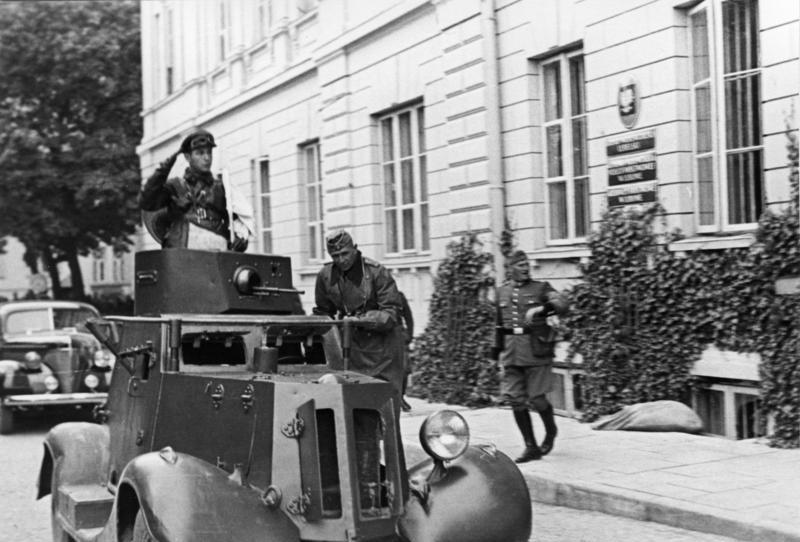
Sowiecki czołgista oddaje honory w czasie przygotowań do defilady
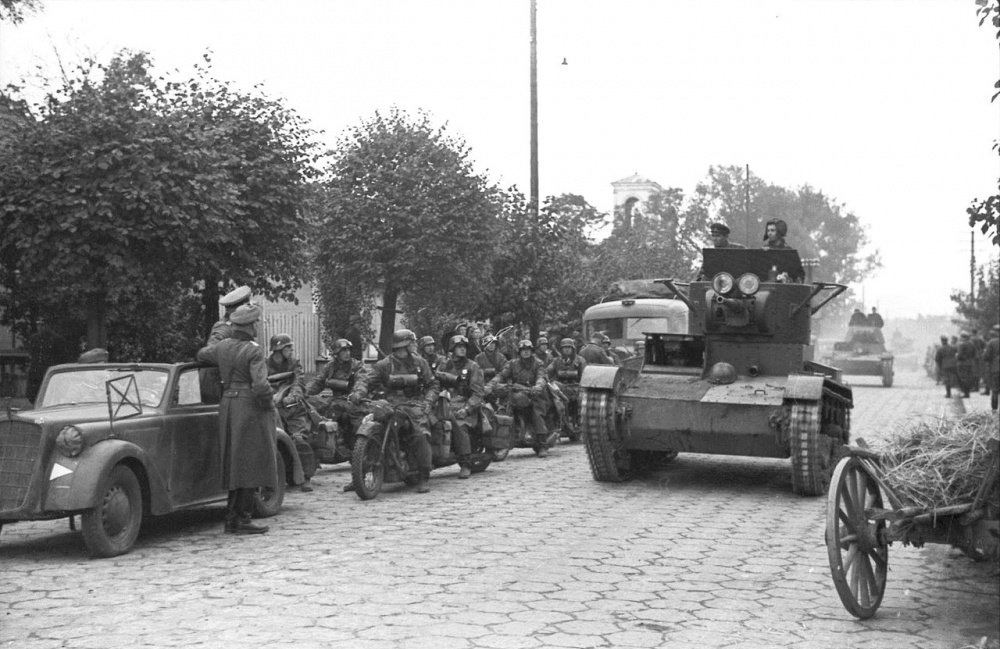
Sowieckie czołgi i niemieccy motocykliści podczas defilady
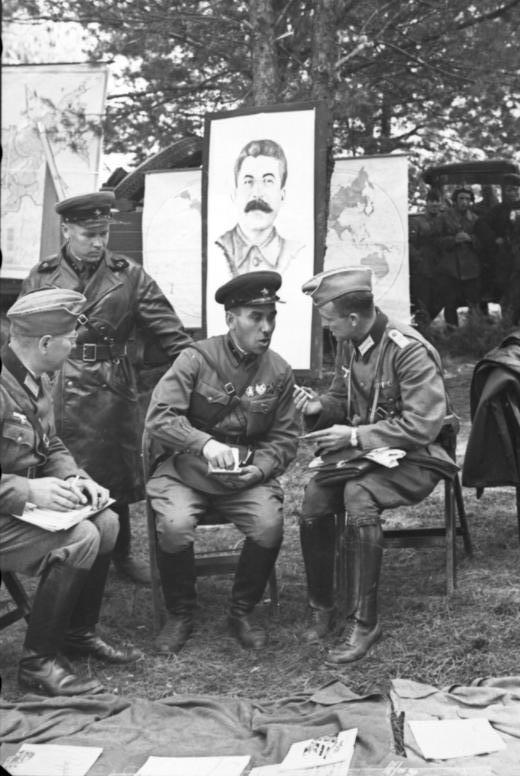
Żołnierze Wehrmachtu i Armii Czerwonej pod propagandowymi plakatami sowieckimi; Brześć, 22 września 1939